# Alex Cheung Kwok-ming
Alex Cheung Kwok-ming (章國明 en chinois) est un réalisateur hong-kongais né le 22 décembre 1951. Il est l'un des réalisateurs de la Nouvelle Vague hongkongaise.

## Filmographie
- 1979 : Cops and Robbers (点指兵兵, Dian zhi bing bing)
- 1981 : Man on the Brink (边缘人, Bian yuan ren)
- 1983 : Twinkle Twinkle Little Star (Xing ji dun tai)
- 1985 : Danger Has Two Faces (Huang Jia Da Zei)
- 1988 : Chatter Street Killer (点指贼贼, Dian zhi zei zei)
- 1989 : Framed (沉底鱷, Chen di e )
- 1997 : Made in Heaven (Gu huo tian tang)